# Exy
Chu So-jung (coréen : 추소정), mieux connue sous le nom de scène Exy (coréen : 엑시), est une rappeuse et auteure-compositrice sud-coréenne née le 6 novembre 1995 à Busan. En 2016, elle débute en tant que leader du girl group WJSN sous Starship Entertainment, en collaboration avec Yuehua Entertainment.

## Biographie
Exy nait à Busan en Corée du Sud le 6 novembre 1995. En 2008, elle auditionne à JYP Entertainment mais n'est pas sélectionnée. Elle auditionne ensuite à Starship Entertainement en 2011 où elle est sélectionnée et devient stagiaire pendant 5 ans avant de rejoindre Cosmic Girls. Elle étudie à School of Performing Arts Seoul dont en est diplômée en 2013 et à  Dongduk Women's University.

## Carrière

### 2015: Débuts de carrière,Unpretty Rapstar 2
Exy s'est entrainée sous Medialine Entertainment et faisait partie du line up du girl group Viva Girls, qui n'a pas débuté pour des raisons financières.
Exy a participé au programme de télé-réalité de rap de survie Unpretty Rapstar 2 en 2015 et a collaboré avec le rappeur Crucial Star sur le single 쓸어 버려, sorti le 1er septembre 2015,,,. Elle a ensuite sorti son premier single solo Gettin’ Em le 10 novembre 2015. Exy a joué dans la série télévisée The Flatterer, incarnant Saerim.

### 2016-présent: Cosmic Girls et activités solo
Le 24 décembre 2015, Exy est révélée comme membre de Cosmic Girls et de sa "Sweet Unit". Elle fait ses débuts avec les Cosmic Girls le 25 février 2016 avec la sortie de leur premier EP Would You Like?, avec comme pistes principales MoMoMo et Catch Me,. En août 2016, Exy, SeolA, Soobin, Eunseo, Cheng Xiao, Yeoreum et Dayoung forment avec les Monsta X l'unité "Y-Teen", un groupe  projet faisant la promotion du service de tarifs téléphoniques KT et qui publiait des clips vidéo et divers contenus de divertissement. En avril 2017, Exy  collabore avec la rappeuse Euna Kim sur le single Love Therapy. Le single sorti le 4 mai 2017, accompagné d'un clip vidéo. En 2018, Exy a figuré dans Homegirl de Sobae.

## Discographie

### Collaborations
- 2015 : 쓸어 버려 — avec Crucial Star
- 2017 : Love Therapy (러브테라피) — avec Euna Kim
- 2018 : Homegirl — Sobae feat. Exy
- 2018 : Love Professor (연애박사) — Nakta Choi feat. Exy
- 2022 : The Light (봄빛) — avec Kei de Lovelyz

### Bandes originales
| Année | Titre                                  | Album              |
| ----- | -------------------------------------- | ------------------ |
| 2020  | Oh My, Oh My (어마어마) — avec Dayoung | Welcome OST        |
| 2021  | Home — avec BIG Naughty et Raiden      | Idol: The Coup OST |
| 2021  | Bloom                                  | Idol: The Coup OST |

## Crédits musicaux

### Pour elle-même
| Année | Titre                     | Artiste(s)                  | Album                 | Paroles | Musique |
| ----- | ------------------------- | --------------------------- | --------------------- | ------- | ------- |
| 2017  | Love Therapy              | EXY ＆ Euna Kim (Feat. Zia) | Non issu d'un album   | ✔️      | ❌      |
| 2018  | Homegirl                  | Sobae (Feat. EXY)           | Non issu d'un album   | ✔️      | ❌      |
| 2018  | Love Professor (연애박사) | Nakta Choi (Feat. EXY)      | Non issu d'un album   | ✔️      | ❌      |
| 2022  | The Light (봄빛)          | Kei & EXY                   | Non issu d'un album   | ❌      | ✔️      |
| 2022  | Wave                      | EXY (Feat. Jeong Se-woon)   | Non issu d'un album   | ✔️      | ✔️      |
| 2022  | Birthday Party            | EXY                         | 〈Second World〉FINAL | ✔️      | ❌      |

### Pour d'autres artistes
| Année | Titre                  | Artiste  | Album                           | Paroles | Musique |
| ----- | ---------------------- | -------- | ------------------------------- | ------- | ------- |
| 2021  | My Turn                | Cravity  | Season 3. Hideout: Be Our Voice | ✔️      | ❌      |
| 2021  | Bad Habits             | Cravity  | Season 3. Hideout: Be Our Voice | ✔️      | ❌      |
| 2021  | Prism                  | The Boyz | Breaking Dawn                   | ✔️      | ❌      |
| 2022  | Chandelier             | Cravity  | Liberty: In Our Cosmos          | ✔️      | ❌      |
| 2023  | Dream Trip             | H1-Key   | Rose Blossom                    | ✔️      | ✔️      |
| 2023  | A to Z                 | Cravity  | Master: Piece                   | ✔️      | ❌      |
| 2023  | Lips                   | IVE      | I’ve IVE                        | ✔️      | ❌      |
| 2023  | Seasons (feat. Gemini) | Dawn     | Narcissus                       | ✔️      | ❌      |
| 2023  | Lullaby (놓고갈게)     | Dawn     | Narcissus                       | ✔️      | ❌      |
| 2024  | Mr.                    | Cravity  | Evershine                       | ✔️      | ❌      |
| 2024  | Heya (해야)            | IVE      | Ive Switch                      | ✔️      | ❌      |

### Pour WJSN
| Année | Titre                              | Album            | Paroles | Musique |
| ----- | ---------------------------------- | ---------------- | ------- | ------- |
| 2016  | MoMoMo (모모모)                    | Would You Like?  | ✔️      | ❌      |
| 2016  | MoMoMo (Chinese Ver.)              | Would You Like?  | ✔️      | ❌      |
| 2016  | Secret (비밀이야)                  | The Secret       | ✔️      | ❌      |
| 2016  | BeBe                               | The Secret       | ✔️      | ❌      |
| 2016  | Prince (짠)                        | The Secret       | ✔️      | ❌      |
| 2017  | I Wish (너에게 닿기를)             | From. WJSN       | ✔️      | ❌      |
| 2017  | Baby Come To Me                    | From. WJSN       | ✔️      | ❌      |
| 2017  | Say Yes(주세요)                    | From. WJSN       | ✔️      | ❌      |
| 2017  | Hug U (이리와)                     | From. WJSN       | ✔️      | ❌      |
| 2017  | Miracle (기적 같은 아이)           | Happy Moment     | ✔️      | ❌      |
| 2017  | Babyface                           | Happy Moment     | ✔️      | ❌      |
| 2017  | Plop Plop (퐁당퐁당)               | Happy Moment     | ✔️      | ❌      |
| 2017  | Follow Me                          | Happy Moment     | ✔️      | ❌      |
| 2017  | B.B.B.Boo                          | Happy Moment     | ✔️      | ❌      |
| 2017  | Geeminy                            | Happy Moment     | ✔️      | ❌      |
| 2018  | Dreams Come True (꿈꾸는 마음으로) | Dream Your Dream | ✔️      | ❌      |
| 2018  | Love O'clock (호두까기 인형)       | Dream Your Dream | ✔️      | ❌      |
| 2018  | Renaissance (르네상스)             | Dream Your Dream | ✔️      | ❌      |
| 2018  | Starry Moment (설레는 밤)          | Dream Your Dream | ✔️      | ❌      |
| 2018  | Thawing (겨울잠)                   | Dream Your Dream | ✔️      | ✔️      |
| 2018  | Save Me, Save You (부탁해)         | WJ Please?       | ✔️      | ❌      |
| 2018  | I-Yah (아이야)                     | WJ Please?       | ✔️      | ❌      |
| 2018  | You, you, you (너너너)             | WJ Please?       | ✔️      | ❌      |
| 2018  | Masquerade (가면무도회)            | WJ Please?       | ✔️      | ❌      |
| 2018  | Hurry Up                           | WJ Please?       | ✔️      | ❌      |
| 2018  | You & I (2월의봄)                  | WJ Please?       | ✔️      | ✔️      |
| 2019  | La La Love                         | WJ Stay?         | ✔️      | ❌      |
| 2019  | You Got                            | WJ Stay?         | ✔️      | ❌      |
| 2019  | Star (1억개의 볠)                  | WJ Stay?         | ✔️      | ❌      |
| 2019  | Memories (그때 우리)               | WJ Stay?         | ✔️      | ❌      |
| 2019  | Cantabile                          | WJ Stay?         | ✔️      | ❌      |
| 2019  | 12 O clock                         | WJ Stay?         | ✔️      | ❌      |
| 2019  | UJUNG (우주정거장)                 | WJ Stay?         | ✔️      | ❌      |
| 2019  | Boogie Up                          | For the Summer   | ✔️      | ❌      |
| 2019  | Oh My Summer (눈부셔)              | For the Summer   | ✔️      | ❌      |
| 2019  | Let's Dance (우리끼리)             | For the Summer   | ✔️      | ❌      |
| 2019  | Sugar Pop                          | For the Summer   | ✔️      | ❌      |
| 2019  | As You Wish (이루리)               | As You Wish      | ✔️      | ❌      |
| 2019  | Luckitty-cat (행운을 빌어)         | As You Wish      | ✔️      | ❌      |
| 2019  | LIGHTS UP (야광별)                 | As You Wish      | ✔️      | ❌      |
| 2019  | WW (우와)                          | As You Wish      | ✔️      | ❌      |
| 2019  | BADABOOM                           | As You Wish      | ✔️      | ❌      |
| 2019  | Full Moon                          | As You Wish      | ✔️      | ❌      |
| 2019  | Don't Touch                        | As You Wish      | ✔️      | ✔️      |
| 2020  | Butterfly                          | Neverland        | ✔️      | ❌      |
| 2020  | Hola                               | Neverland        | ✔️      | ❌      |
| 2020  | Pantomime                          | Neverland        | ✔️      | ❌      |
| 2020  | Where You Are (바램)               | Neverland        | ✔️      | ❌      |
| 2020  | Tra-la (불꽃놀이)                  | Neverland        | ✔️      | ✔️      |
| 2020  | Our Garden (우리의 정원)           | Neverland        | ✔️      | ❌      |
| 2021  | Unnatural                          | Unnatural        | ✔️      | ❌      |
| 2021  | Super Moon (원하는 모든 걸)        | Unnatural        | ✔️      | ❌      |
| 2021  | New Me                             | Unnatural        | ✔️      | ❌      |
| 2021  | Yalla (음)                         | Unnatural        | ✔️      | ✔️      |
| 2021  | Rewind (잊지 마)                   | Unnatural        | ✔️      | ❌      |
| 2021  | Easy                               | My Attitude      | ✔️      | ❌      |
| 2021  | Kiss Your Lips                     | My Attitude      | ✔️      | ❌      |
| 2022  | Last Sequence                      | Sequence         | ✔️      | ❌      |
| 2022  | Done                               | Sequence         | ✔️      | ✔️      |
| 2022  | Aura                               | Sequence         | ✔️      | ✔️      |

## Filmographie

### Séries télévisées
| Année | Titre         | Rôle   | Réseau | Réf.  |
| ----- | ------------- | ------ | ------ | ----- |
| 2015  | The Flatterer | Saerim | Naver  | [ 5 ] |

### Émissions
| Année | Titre                                                  | Titre original                                            | Réseau | Notes                       |
| ----- | ------------------------------------------------------ | --------------------------------------------------------- | ------ | --------------------------- |
| 2015  | King of Mask Singer                                    | 미스터리 음악쇼 복면가왕                                  | MBC    | Participante à l'épisode 65 |
| 2015  | Unpretty Rapstar 2                                     | 언프리티 랩스타 2                                         | Mnet   | Participante                |
| 2016  | UZZU TAPE                                              | 우쭈테잎                                                  | -      | Membre régulière            |
| 2016  | Would You Like Girls: My Cosmic Diary                  | 우주 LIKE 소녀                                            | MBC    | Membre régulière            |
| 2017  | WJSN - WuSoBoShow                                      | 우소보쇼                                                  | -      | Membre régulière            |
| 2018  | 2018 Idol Star Athletics Championships Chuseok Special | 2018 아이돌스타 육상 볼링 양궁 리듬 체조 족구 선수권 대회 | MBC    | Membre régulière            |
| 2019  | 2019 Idol Star Athletics Championships                 | 2019아이돌스타 육상 볼링 양궁 리듬 체조 족구 선수권 대회  | MBC    | Membre régulière            |
| 2019  | 2019 Idol Star Athletics Championships Chuseok Special | 2019 추석특집 아이돌스타 선수권대회                       | MBC    | Membre régulière            |
| 2020  | 2020 Idol Star Athletics Championships                 | 설특집 2020 아이돌스타 선수권대회                         | MBC    | Membre régulière            |